# Jean-Frédéric de Saxe-Weimar
Jean-Frédéric de Saxe-Weimar (19 septembre 1600 à Altenbourg - 17 octobre 1628 à Weimar) est un duc de Saxe-Weimar.

## Biographie
Jean-Frédéric est un fils du duc Jean II de Saxe-Weimar et de son épouse Dorothée-Marie d'Anhalt. Il est le frère des ducs Jean-Ernest Ier de Saxe-Weimar, Frédéric de Saxe-Weimar, Guillaume de Saxe-Weimar, Albert de Saxe-Eisenach, Ernest Ier de Saxe-Gotha et Bernard de Saxe-Weimar.
Il bénéficie d'une éducation complète de Kaspar von Teutleben et du conseiller Friedrich Hortleder. Il ne suit pas ses frères à l'Université. Il accompagne, cependant, son frère Albert de Saxe-Eisenach en 1619, sur son Grand Tour à travers la France et la Suisse. Ils sont accompagnés par Précepteur Hans Bernd von Botzheim et le conseiller Tobias Adami.
Jean-Frédéric, comme son frère Albert, est fait membre de la Société des fructifiants par le prince Louis d'Anhalt-Köthen, avant le début de leur Grand Tour. Louis donne à Jean-Frédéric le surnom der Entzündete ("l'Inflammation"), et la devise verderbet und erhält ("gâter et recevoir"). Son emblème est "les chaumes dans le domaine, situé sur le feu, la moitié brûlée". Il est le membre numéro 18.
En 1622, Jean-Frédéric et son frère Bernard combattent dans la bataille de Wimpfen sur le côté de la Bade. Trois ans plus tard, son frère Jean-Ernest le Jeune est promu au grade de colonel. Plus tard dans l'année, une lutte de pouvoir entre les frères éclate pour des raisons politiques. Elle prend fin lorsque Jean-Frédéric est arrêté. Il est libéré plus tard. Toutefois, en 1627, il tente de rejoindre l'armée de Tilly. Il est pris, et de nouveau emprisonné par ses frères.
Jean-Frédéric est très intéressé par l'Alchimie toute sa vie. Le 16 octobre 1628, tout en restant en prison, il avoue, par écrit, un pacte avec le diable. Le lendemain, il est retrouvé mort dans sa cellule. Les spéculations vont du suicide au meurtre, mais rien n'a jamais été prouvé de façon concluante. Un procès en sorcellerie contre lui n'a jamais commencé.